# Hemioplisis asina
Hemioplisis asina là một loài bướm đêm trong họ Geometridae.